# Emilia María Ibáñez Fernández
Emilia María Ibáñez Fernández, coneguda esportivament com Emilia Ibáñez (Badalona, Barcelonès, 3 de juny de 1965) és una exfutbolista badalonina.
Davantera centre, jugà durant vuit temporades amb el llavors Penya Femenina Barcelonista (1979-87) –posteriorment Club Femení Barcelona (1983)–. Amb el club blaugrana, disputà les primeres competicions oficials del futbol femení a Catalunya, com la Lliga catalana i la Copa Generalitat. Entre d'altres èxits, guanyà la Copa Generalitat el 1985, primer títol oficial del FC Barcelona femení, on va marcar l'únic gol de la final al minut 30. També fou la màxima golejadora de la Lliga catalana les temporades 1984-85 i 1985-86. Fou internacional amb la selecció espanyola i competí amb la selecció catalana de futbol.